# Кертісвілл (Пенсільванія)
Кертісвілл (англ. Curtisville) — переписна місцевість (CDP) в США, в окрузі Аллегені штату Пенсільванія. Населення — 1097 осіб (2020).

## Географія
Кертісвілл розташований за координатами 40°38′59″ пн. ш. 79°50′57″ зх. д. / 40.64972° пн. ш. 79.84917° зх. д. (40.649746, -79.849193).  За даними Бюро перепису населення США в 2010 році переписна місцевість мала площу 3,69 км², уся площа — суходіл.

## Демографія
Згідно з переписом 2010 року, у переписній місцевості мешкали 1064 особи в 474 домогосподарствах у складі 285 родин. Густота населення становила 289 осіб/км².  Було 513 помешкання (139/км²).
Расовий склад населення:
| - 97,9 % — білих - 0,6 % — корінних американців - 0,4 % — чорних або афроамериканців - 0,2 % — азіатів |

До двох чи більше рас належало 0,9 %. Частка іспаномовних становила 0,7 % від усіх жителів.
За віковим діапазоном населення розподілялося таким чином: 18,2 % — особи молодші 18 років, 65,5 % — особи у віці 18—64 років, 16,3 % — особи у віці 65 років та старші. Медіана віку мешканця становила 42,8 року. На 100 осіб жіночої статі у переписній місцевості припадало 98,1 чоловіків;  на 100 жінок у віці від 18 років та старших — 94,6 чоловіків також старших 18 років.
Медіана доходів становила 36 943 долари для чоловіків та 31 650 доларів для жінок. 
Цивільне працевлаштоване населення становило 556 осіб. Основні галузі зайнятості: будівництво — 32,9 %, виробництво — 17,4 %, освіта, охорона здоров'я та соціальна допомога — 15,1 %.